# Wilhelm Simetsreiter
Wilhelm Simetsreiter (Monaco di Baviera, 16 marzo 1915 – Monaco di Baviera, 17 luglio 2001) è stato un calciatore tedesco, di ruolo attaccante.